# Дрогобычский долотный завод
Дрогобычский долотный завод — промышленное предприятие в городе Дрогобыч Львовской области Украины.

## История
Предприятие было создано в соответствии с четвёртым пятилетним планом восстановления и развития народного хозяйства СССР и введено в эксплуатацию 16 августа 1946 года под наименованием Дрогобычский механический завод. 5 июля 1955 года предприятие было переименовано в Дрогобычский машиностроительный завод.
После завершения реконструкции завода в 1960 году (в ходе которой на предприятии были установлены поточные линии и внедрена полуавтоматическая сварка) основной продукцией предприятия стали буровые долота, которые поставлялись предприятиям СССР и на экспорт. 15 марта 1966 года предприятие получило новое название - Дрогобычский долотный завод.
По состоянию на начало 1968 года, буровые долота для нефтяных скважин производства Дрогобычского долотного завода экспортировались в 14 стран мира (в числе которых были Аргентина, Афганистан, Венгрия, Индия, Ирак, Куба и Пакистан).
В целом, в советское время завод входил в число ведущих предприятий города
После провозглашения независимости Украины, в 1994 году государственное предприятие было преобразовано в открытое акционерное общество.
В августе 1997 года завод был включён в перечень предприятий, имеющих стратегическое значение для экономики и безопасности Украины. В конце 1990-х годов завод работал в одну смену 1-3 дня в неделю, но с августа 2000 года его положение стабилизировалось - до ноября 2000 года была погашена задолженность по зарплате, частично обновлено оборудование и восстановлено производство буровых замков.
В начале 2002 года завод состоял из 12 цехов и производил 26 типов долот.
В 2004 году завод был сертифицирован на соответствие системе управления качеством по стандартам ISO 9001:2001 и завершил 2004 год с убытком 2,9 млн. гривен. 
2005 год завод завершил с чистой прибылью 351 тыс. гривен.
В 2006 году завод произвел 25 146 шт. буровых долот общей стоимостью 111,423 млн. гривен, 86% из которых были проданы в другие страны.
По состоянию на начало 2007 года завод входил в число крупнейших действующих промышленных предприятий города, в это время основной продукцией являлись буровые долота (в том числе, алмазные), также выпускались комплектующие к нефтепромысловому оборудованию.
Начавшийся в 2008 году экономический кризис осложнил положение предприятия. В 2009 году завод сократил чистый доход на 34,24% в сравнении с 2008 годом и закончил 2009 год с убытком 17,384 млн. гривен.
14 октября 2010 года хозяйственный суд Львовской области возбудил дело о банкротстве завода. 2010 год завод завершил с чистым убытком в размере 72,145 млн. гривен. Позднее, в январе 2011 года завод был реорганизован в общество с ограниченной ответственностью.

## Деятельность
Завод производит долота для бурения артезианских, нефтяных и газовых скважин.